# Confondente

Illustrazione di un semplice fattore confondente. In altre parole, Z è causa di X e di Y.

In statistica, un confondente (o variabile confondente o fattore confondente) è una variabile casuale che influenza sia le variabili dipendenti che le variabili indipendenti, causando una associazione spuria. Il confondente è un concetto causale e, come tale, non può essere descritto in termini di correlazioni o associazioni. La ricerca e la considerazione di questi fattori confondenti sono essenziali in uno studio epidemiologico.